# Dontae Richards-Kwok
Dontae Richards-Kwok (Toronto, 1º marzo 1989) è un velocista canadese.

## Palmarès
| Anno | Manifestazione          | Sede        | Evento      | Risultato  | Prestazione | Note |
| ---- | ----------------------- | ----------- | ----------- | ---------- | ----------- | ---- |
| 2011 | Universiadi             | Shenzhen    | 100 m piani | 8º         | 10"60       |      |
| 2011 | Giochi panamericani     | Guadalajara | 100 m piani | Batteria   | 10"61       |      |
| 2011 | Giochi panamericani     | Guadalajara | 200 m piani | Semifinale | 21"11       |      |
| 2011 | Giochi panamericani     | Guadalajara | 4×400 m     | 5º         | 3'07"12     |      |
| 2013 | Mondiali                | Mosca       | 4×100 m     | Bronzo     | 37"92       |      |
| 2014 | World Relays            | Nassau      | 4×100 m     | 6º         | 38"55       |      |
| 2014 | Giochi del Commonwealth | Glasgow     | 100 m piani | Semifinale | 10"42       |      |
| 2014 | Giochi del Commonwealth | Glasgow     | 4×100 m     | Finale     | dnf         |      |
| 2015 | World Relays            | Nassau      | 4×200 m     | Batteria   | dq          |      |
| 2015 | Campionati NACAC        | San José    | 200 m piani | Semifinale | 20"79       |      |
| 2015 | Campionati NACAC        | San José    | 4×100 m     | 7º         | 39"30       |      |